# Massacro di Liepāja

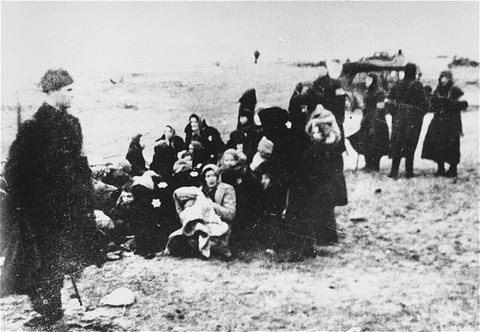
Gruppi di donne e bambini condotti sulle dune di Šķēde

Il massacro di Liepāja, avvenuto nel contesto dell'Olocausto, riguardò lo sterminio, compiuto tra il giugno e il dicembre 1941 attraverso esecuzioni sommarie, di circa 5./6.000 ebrei della città di Liepāja e zone limitrofe (e altri piccoli gruppi di "indesiderabili"), ad opera dei nazisti e di collaborazionisti locali. A differenza di analoghi massacri, gli eccidi non furono compiuti in località isolate, lontane da occhi indiscreti, ma avvennero in piena luce in diverse località, tra cui il parco cittadino di Rainis, lo stadio Olimpico e, soprattutto, le dune del vicino villaggio di Šķēde, dove il 15-17 dicembre 1941 furono uccise la maggior parte delle vittime. È uno degli eccidi meglio documentati dell'Olocausto; di esso esistono non solo numerose testimonianze oculari ma anche una drammatica serie di fotografie.

## La storia
Prima della seconda guerra mondiale, nella città portuale lettone di Liepāja vivevano oltre 7.000 ebrei, l'equivalente del 13% dell'intera popolazione della città. Gli ebrei avevano un ruolo centrale nell'economia della città e una presenza importante nella sua vita culturale (con 4 sinagoghe, scuole, istituzioni caritative, ecc.). 
Nel giugno del 1940, in conseguenza del Patto Molotov-Ribbentrop, Liepāja con l'intera Lettonia fu occupata dalle truppe sovietiche. La sorte della comunità ebraica fu simile a quella del resto della popolazione: alcuni ebrei sostennero l'occupazione, altri vennero ad essere perseguitati e i loro beni confiscati. 
Ben diversa fu la situazione con l'arrivo delle truppe tedesche a fine giugno 1941. La persecuzione degli ebrei ebbe carattere "razziale" indipendentemente dalle idee politiche dei singoli. Cominciarono fin da subito i massacri che avrebbero portato in pochi mesi alla morte di oltre 5.000 ebrei. 
Un primo eccidio avvenne il primo giorno stesso dell'occupazione, il 29 giugno 1941, quando un gruppo di uomini (ebrei e comunisti), che le fonti quantificano tra i 50 e i 300, furono uccisi e sepolti in due trincee anticarro, che le truppe sovietiche avevano scavato nel parco cittadino di Rainis.
Un secondo gruppo di prigionieri politici (ebrei e comunisti) fu ucciso tra l'8 e il 10 luglio 1941 nelle dune vicine al faro a sud della città. Almeno 100 persone furono fucilate e sepolte in fosse comuni ogni giorno.
Gruppi di ebrei, rom e comunisti continuarono ad essere uccisi tra l'agosto e il novembre 1941 a più riprese, in località diverse.
Il massacro vero e proprio della popolazione civile avvenne a Šķēde, circa 15 chilometri a nord della città. Tra il 15 e il 17 dicembre 1941, 2.749 ebrei (la metà della popolazione ebraica della città, in massima parte donne e bambini) furono fucilati e sepolti in una fossa comune scavata tra le dune, larga tre metri e lunga oltre 100 metri.
Gli eccidi furono commessi dalla polizia collaborazionista locale sotto la guida di reparti speciali delle SS (Einsatzgruppen). Le modalità di esecuzione furono del tutto simili a quelle messe in atto in quegli stessi mesi anche in altre località dell'est europeo, come Ponary in Lituania, Bronna Góra in Bielorussia, Gurka Połonka e Babij Jar in Ucraina, o Rumbula nella stessa Lettonia. In questo caso tuttavia gli eccidi avvennero alla luce del sole, non in qualche sperduto angolo della foresta. 
Quando nel giugno 1942 fu stabilito il ghetto, a Liepāja non restavano che 814 ebrei, sottoposti a regime di lavoro coatto. Nei mesi successivi 102 di loro morirono di stenti e 54 furono uccisi dalle guardie. Alla liquidazione finale del ghetto, l'8 ottobre 1943, le poche persone ancora "abili" furono trasferite al campo di concentramento di Kaiserwald, mentre gli "inabili" furono condotti a morire nel ghetto di Riga. Quando le truppe sovietiche rientrarono a Liepāja il 9 maggio 1945, si contarono solo 20-30 ebrei della città sopravvissuti alla guerra.

## Le foto
Esiste una serie di fotografie degli eccidi scattate da un ufficiale SS, Karl-Emil Strott, le quali ritraggono il massacro in tutte le sue fasi: l'arrivo dei prigionieri, la spogliazione, l'esecuzione, la sepoltura nella fossa comune. Durante la guerra, le foto attrassero l'attenzione di un ebreo, David Zivcon, che lavorando come elettricista in casa dell'ufficiale riuscì a sua insaputa a stamparne delle copie dai negativi e quindi nascose le immagini in una scatola di metallo. David Zivcon ed altre 10 persone si salvarono grazie all'aiuto loro dato da una famiglia lettone, i Seduls, che li nascosero nella cantina della loro casa. Dopo la guerra, Zivkon poté così ritrovare le foto e metterle a disposizione delle autorità di inchiesta sulle atrocità naziste. Nel 1981, l'Istituto Yad Vashem concesse il titolo di giusti tra le nazioni alla famiglia Seduls.

## La memoria

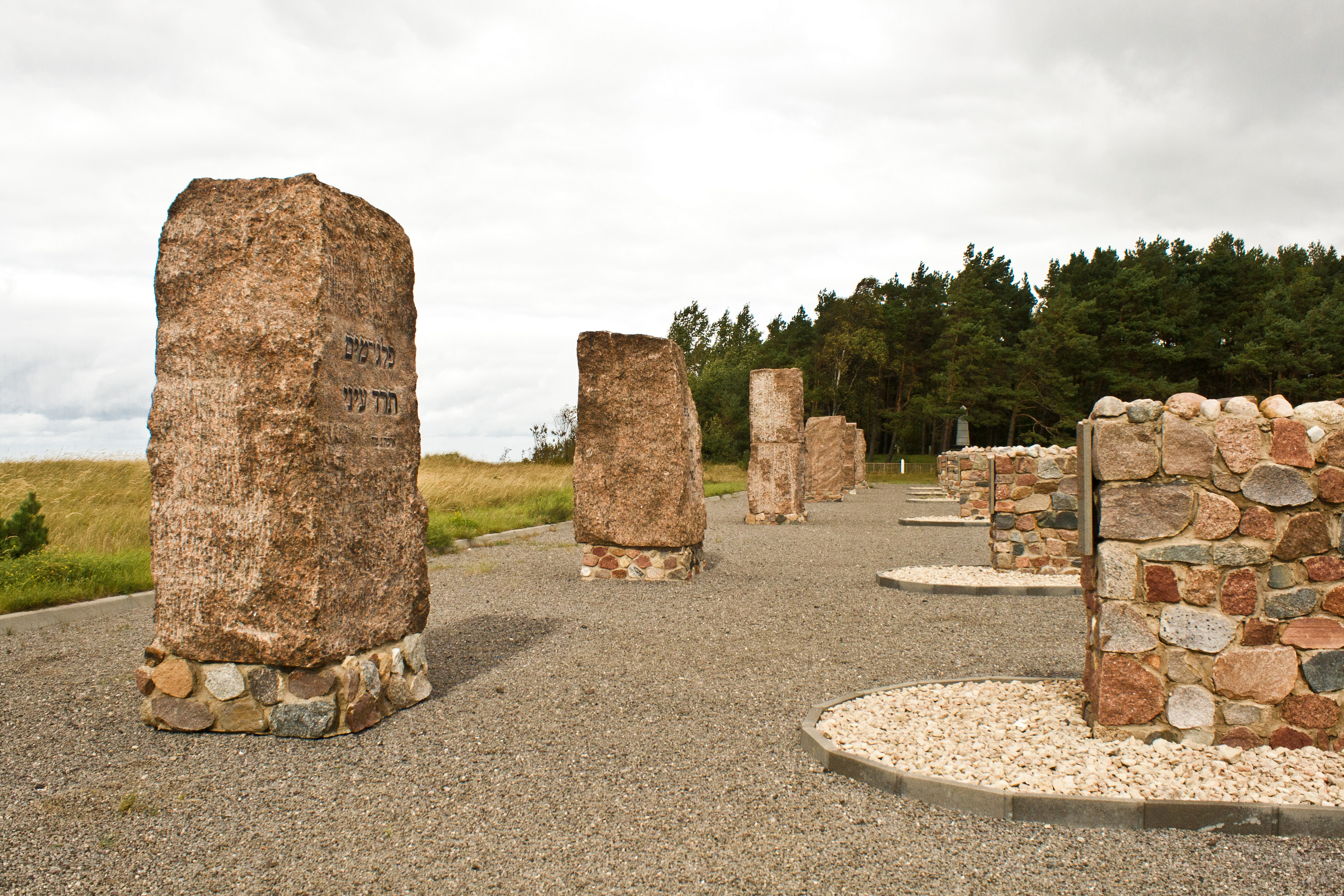
Memoriale sul luogo delle esecuzioni

In epoca sovietica un monumento commemorativo fu eretto sul luogo degli eccidi a Šķēde, ma la località rimase inaccessibile al pubblico in quanto zona militare. Dopo la riconquista dell'indipendenza della Lettonia, nuovi monumenti furono eretti al cimitero ebraico di Liepāja (il 9 giugno 2004) e a Šķēde (il 27 ottobre 2007). Una statua fu collocata anche a Liepāja in ricordo delle vittime dell'Olocausto.